# Liga Provincial de Fútbol del Callao 1951
La Primera División Provincial del Callao fue restaurada en el año 1951. En ella participó los clubes chalacos que militaban en la  Liga Regional de Lima y Callao de 1950. 

## Historia
En la edición de 1951, se restaura la Liga Provincial de Fútbol del Callao,  sus respectivas divisiones: primera, segunda y tercera división. Sin embargo, durante los años 1951 al 1953, la Federación Peruana de Fútbol decretó que no se produzcan descensos ni ascensos entre la Segunda División profesional y entre las ligas provinciales de Lima y del Callao. El objetivo fue hacer las reformas para separar el fútbol profesional del amateur.
Ante la poca cantidad de equipos participantes en la primera división, se invitó a más clubes chalacos que inicialmente estaban asignados a participar en la segunda división provincial. Los clubes Jorge Washington y San Lorenzo de Almagro logran el campeonato y subcampeonato respectivo en la presente edición. No hubo descenso.

## Equipos participantes
- Jorge Washington -Campeón
- San Lorenzo de Almagro (Callao) - Subcampeón
- Atlético Barrio Frigorífico
- Deportivo Colonial
- Telmo Carbajo
- Unión Estrella
- Sportivo White Star
- Sportivo Palermo

## Nota
A partir del año 1954, los campeones de la Primera División Provincial del Callao, no ascendía directamente a la Segunda División profesional. Si no a través, de la Liguilla de Ascenso a Segunda División.